# Timo Werner
Timo Werner (Stuttgart, 6 de março de 1996) é um futebolista alemão que atua como atacante. Atualmente joga no RB Leipzig.

## Carreira

### VfB Stuttgart

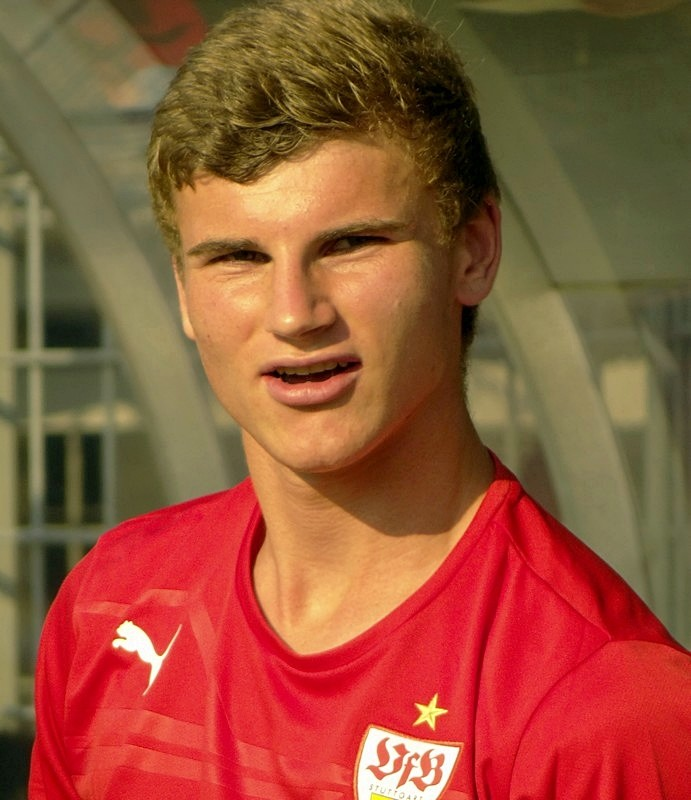
Timo Werner em 2013.

Werner começou sua carreira na Base do TSV Steinhaldenfeld até chegar, em 2002, ao VfB Stuttgart. Aos 16 anos, rumou à equipe Sub-19 na época 2012–13 e destacou-se entre os juniores marcando 24 gols na temporada. Isso marcou uma sequência dele sendo, por duas temporadas seguidas, o artilheiro da Bundesliga Sub-17 e Sub-19. As exímias performances do atacante alemão renderam a ele a Medalha Fritz Walter em 2013 e em 2015.
Aos 17 anos, em 2013, tornou-se o jogador mais jovem a jogar uma partida oficial pelo clube aos 17 anos, quatro meses e 25 dias, quebrando o recorde anteriormente detido por Gerhard Poschner. Na ocasião, Timo entrou em campo diante o Botev Plovdiv nas Qualificações da Liga Europa de 2013–14.
Enquanto performava pela Bundesliga de 2013–14, o atleta também tinha de conciliar a vida profissional com os estudos. Na escola, o atacante era popular por já performar entre os adultos, mas ele recusava-se "a dar autógrafos" aos seus colegas por se considerar apenas um "garoto normal".
No seu segundo jogo como profissional na Bundesliga, participou de dois gols na goleada do Stuttgart diante o TSG 1899 Hoffenheim por 6 a 2. Na ocasião, deu assistências para Alexandru Maximim e Vedad Ibišević ampliarem o placar diante a equipe de Kevin Volland e Roberto Firmino.
Após um jogo em branco, Timo marcou seu primeiro gol como profissional diante o Eintracht Frankfurt após receber um passe de Christian Gentner que culminaria em um gol de cabeça do atacante no goleiro Kevin Trapp.
Em novembro, o atacante novamente destacou-se ao marcar um Doblete diante o Sport-Club Freiburg na 12ª rodada da Bundesliga.
Ao longo de sua primeira época no Campeonato Alemão, o jogador conseguiu chegar na marca de quatro gols em 30 partidas. Na edição seguinte, contudo, tivera uma baixa no número de gols, já que balançou as redes três vezes em 32 partidas.
Contudo, teve sua melhor marca na Bundesliga de 2015–16, onde esteve em uma equipe muito debilitada do Stuttgart. Em 33 partidas, Timo superou as redes adversárias seis vezes e tornou-se uma das principais peças ofensivas do time na campanha que culminou no rebaixamento da equipe.
Além de disputar o Campeonato Alemão, Timo pudera estar em campo pela Copa da Alemanha em todos os anos que defendeu a camisa do time de Estugarda. Contudo, só conseguiu marcar um gol na edição de 2015–16. No jogo, Werner fizera um tento de cabeça na prorrogação da partida diante o Eintracht Braunschweig. O time adversário empatou minutos depois, mas Toni Šunjić marcou o terceiro gol de cabeça da equipe e conseguiu selar a classificação pelo placar de 3 a 2. A equipe porém, foi eliminada na fase seguinte, pelas Quartas de Final, diante o Borussia Dortmund.
Apesar de nunca ter vencido um troféu com a camisa do Stuttgart, Werner participou, em épocas diferentes, de elenco que possuíam jogadores que viriam a ter demasiado destaque em suas carreiras. Pelo clube principal, dividiu o vestiário com Antonio Rüdiger; ambos viriam a jogar juntos na Seleção Alemã e no Chelsea.
Pela Base, Werner dividiu o elenco com Joshua Kimmich e Serge Gnabry; ambos atletas alemães que viriam a obter grandes conquistas no FC Bayern München.
Um mês após o rebaixamento do Stuttgart, Timo deixou a equipe. Assim, concluiu sua passagem com 103 partidas e 14 gols marcados.

### RB Leipzig

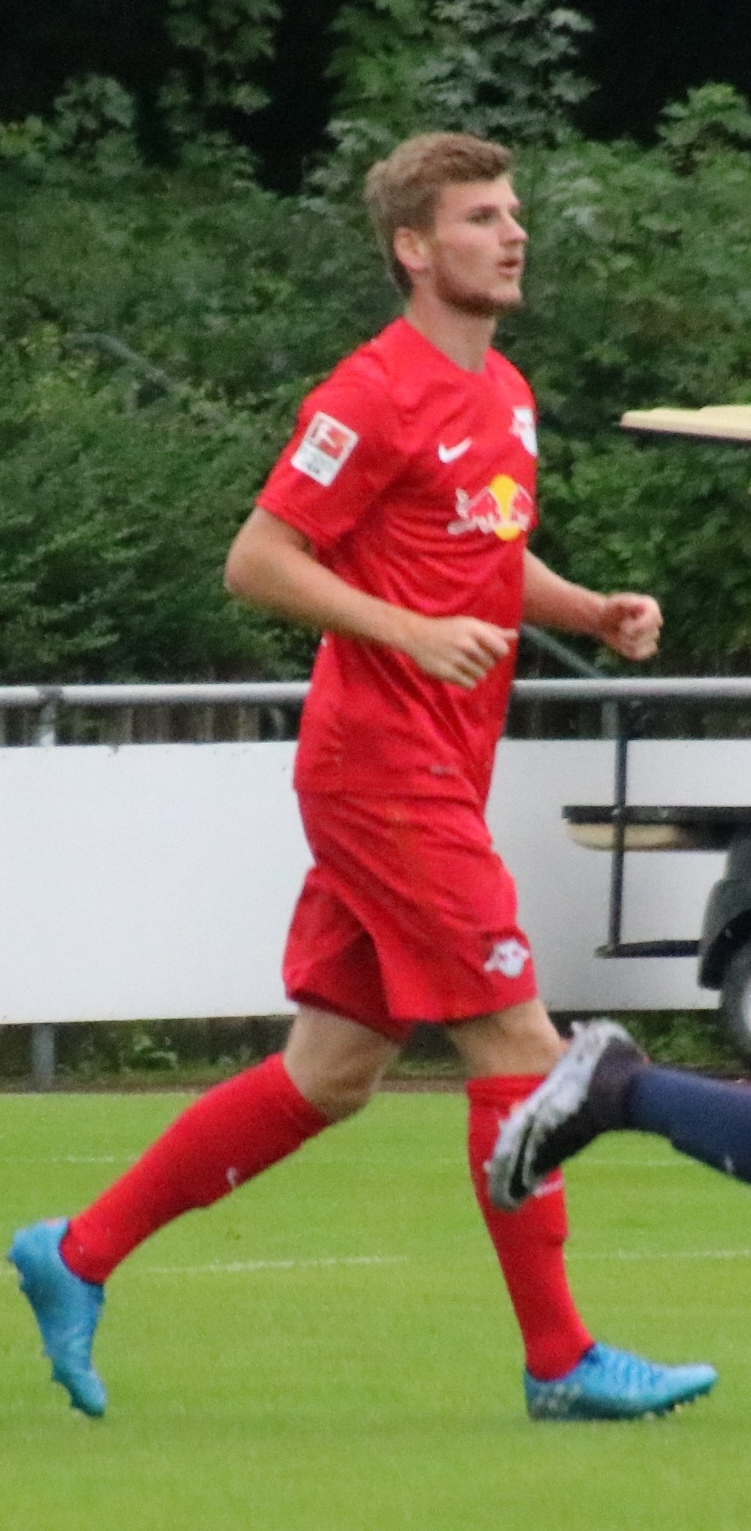
Werner em um amistoso pelo Leipzig em 2016.

Em 11 de junho de 2016, Werner assinou com o RB Leipzig por  € 10 milhões, a maior transferência da história do clube.
Ao estrear na Bundesliga de 2016–17 pelo Leipzig, o jogador rapidamente tornou-se a peça ofensiva mais efetiva da equipe recém promovida à Elite. Seu primeiro gol aconteceu na terceira rodada do Campeonato, onde, na mesma partida, aplicou um doblete contra o Hamburgo SV.
Ao longo da sua melhor época no Campeonato, o atacante fizera outros dobletes diante o 1. FSV Mainz 05, Freiburg, Hertha Berlin e Bayern de Munique. Este último quase garantiu a vitória da equipe diante o clube da Baviera. Porém, a partir dos 84 minutos, Robert Lewandowski, David Alaba e Arjen Robben viraram o jogo e garantiram os três pontos no jogo que terminou 5 a 4 ao clube de Carlo Ancelotti. Mesmo sem o título, e com pouco tempo na Primeira Divisão, a equipe da Red Bull conseguiu o vice-campeonato já em sua primeira época.
Individualmente, Timo chegou a marca de 21 gols em 31 partidas. Assim, conseguiu superar o número de tentos do seu ídolo Mario Gómez (16), que atuava pelo VfL Wolfsburg à época. Porém, ficou dez gol a menos que o artilheiro da competição Pierre-Emerick Aubameyang.
Na Bundesliga de 2017–18 o atacante diminuiu seus números, mas continuou sendo uma das peças ofensivas mais eficazes do clube. Apesar de ter feito somente um doblete na época, destacou-se novamente por outros tentos diante clubes como Bayer Leverkusen, FC Schalke 04 e Bayern de Munique. Ao fim da temporada, marcou 13 tentos em 32 partidas.
Werner voltaria a ter grandes performances na Bundesliga de 2018–19. No começo do Campeonato, o jogador marcou cinco dobletes em todas as cinco primeiras oportunidades de balançar as redes. Ao longo do restante da época, voltaria a marcar outros gols e terminou a Campanha com 16 gols e com a terceira posição na tabela.

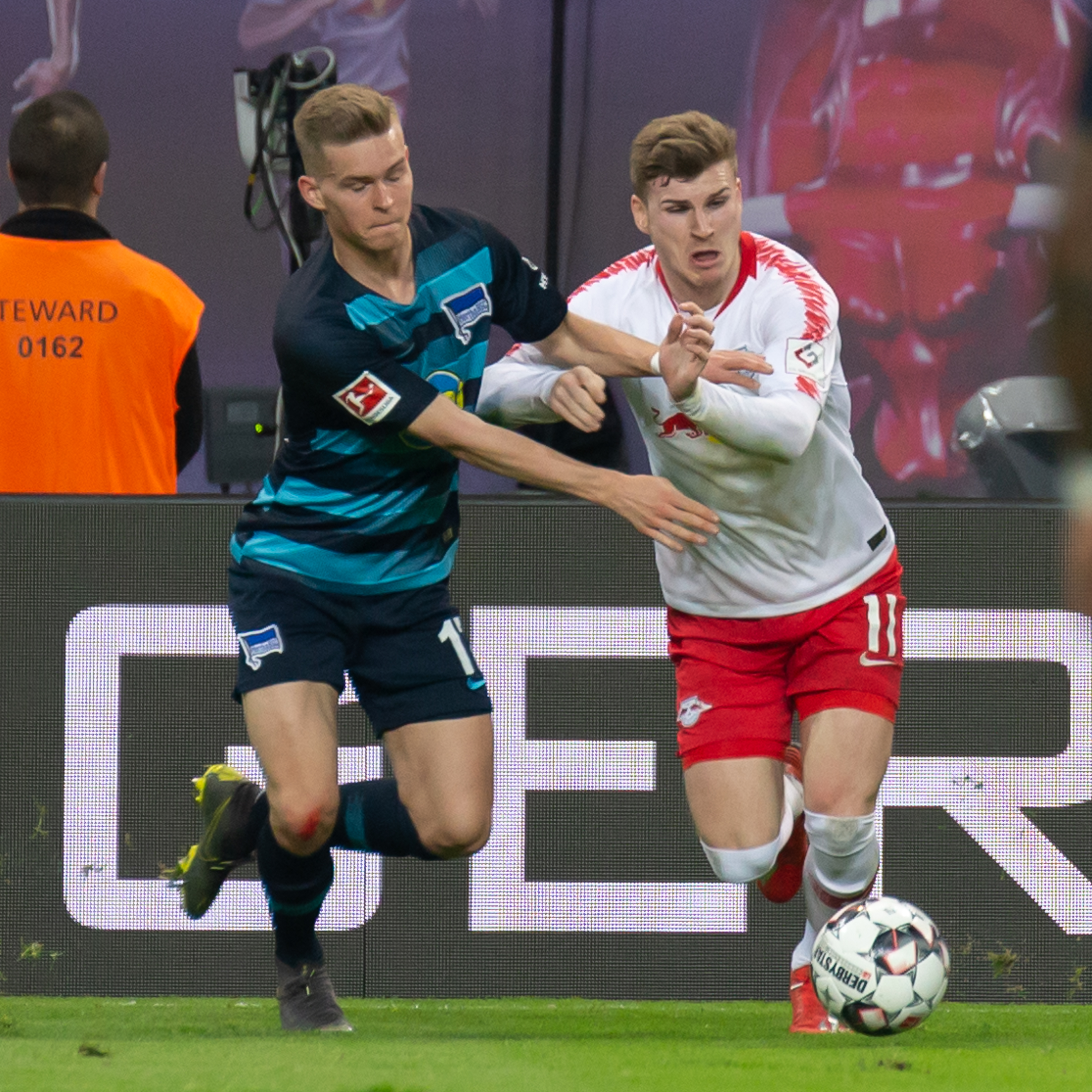
Maximilian Mittelstädt e Timo Werner disputando uma partida de Bundesliga em 2019.

Suas grandes performances na equipe alemã, no entanto, tiraram as oportunidades de Matheus Cunha de se firmar no clube. O atleta vinha sido contratado de um clube suíço, mas o artilheiro Werner era um atleta muito eficaz e isso minou as participações do brasileiro na equipe germânica. Assim, o sul-americano foi cada vez menos utilizado e posteriormente buscaria espaço em outra equipe.
Com a chegada de Christopher Nkunku ao elenco alemão, Timo passou a ter uma maior qualidade no último passe. O jogador ficou marcado nessa época por fazer três Hat-tricks e cinco dobletes na mesma temporada de Bundesliga. Em 23 de novembro de 2019, ele se tornou o jogador mais jovem de todos os tempos a alcançar o marco de 200 jogos na Bundesliga.
Entre seus jogos de maior destaque, o principal ocorreu em 2 de novembro de 2019, quando deu três assistências e três gols na goleada por 8 a 0 diante o Mainz. Assim, terminou a campanha com 28 gols, seis a menos que o artilheiro Robert Lewandowski.
Em sua partida final como jogador do Leipzig, em 27 de junho de 2020, Werner marcou os dois gols na vitória por 2 a 1 contra o Augsburg. Com os gols, ele se tornou o maior goleador de todos os tempos do Leipzig, com 95 gols, superando o recorde de Daniel Frahn.

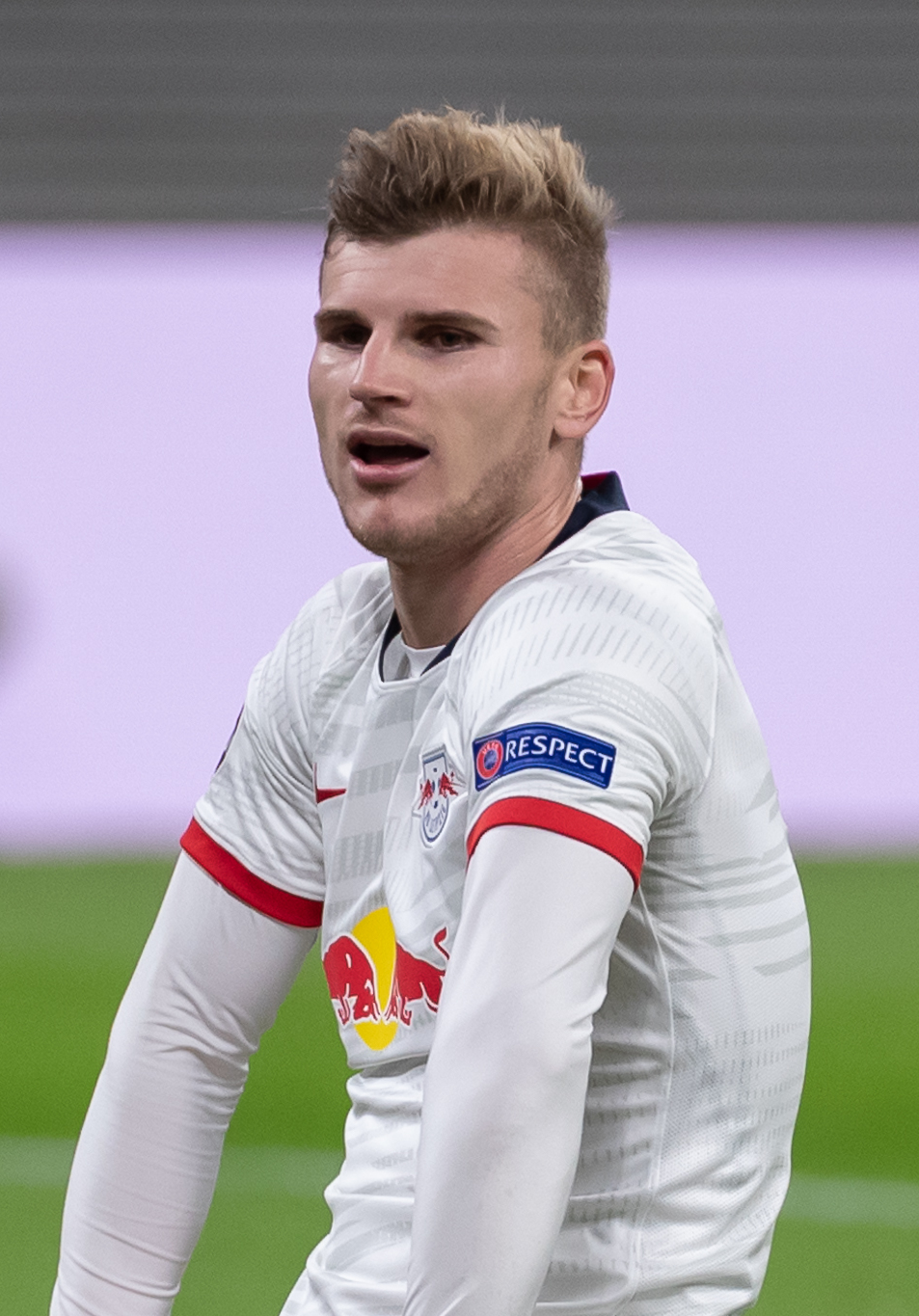
Werner em 2019.

Enquanto ainda estava no fim de 2019, o Bayern de Munique se interessou pelo jogador e buscou fazer um pré-contrato com Timo. O atacante aceitou o acordo, mas posteriormente descobriu que Niko Kovač, o treinador do clube da Baviera, e Hasan Salihamidžić, diretor esportivo, não estavam interessados no atleta. Desse modo, Werner forçou seu agente a cancelar o negócio com o time de Munique.
Timo também teve a oportunidade de jogar a Copa da Alemanha nas três épocas na equipe alemã. Na primeira, a equipe foi rapidamente eliminada pelo Dynamo Dresden nas penalidades, onde o atacante não chegou a fazer sua cobrança. No ano seguinte, Werner marcou seu primeiro gol na rodada inicial diante o Dorfmerkingen, mas o clube foi eliminado na Fase seguinte novamente em cobranças de pênaltis. Dessa vez o atleta pôde cobrar, mas a pelota parou nas mãos de Sven Ulreich.
Na Copa da Alemanha de Futebol de 2018–19, Timo marcou três gols na campanha que levou a equipe até a decisão. Na partida final, o atacante enfrentou o Bayern de Munique e os bávaros novamente venceram o jogo.

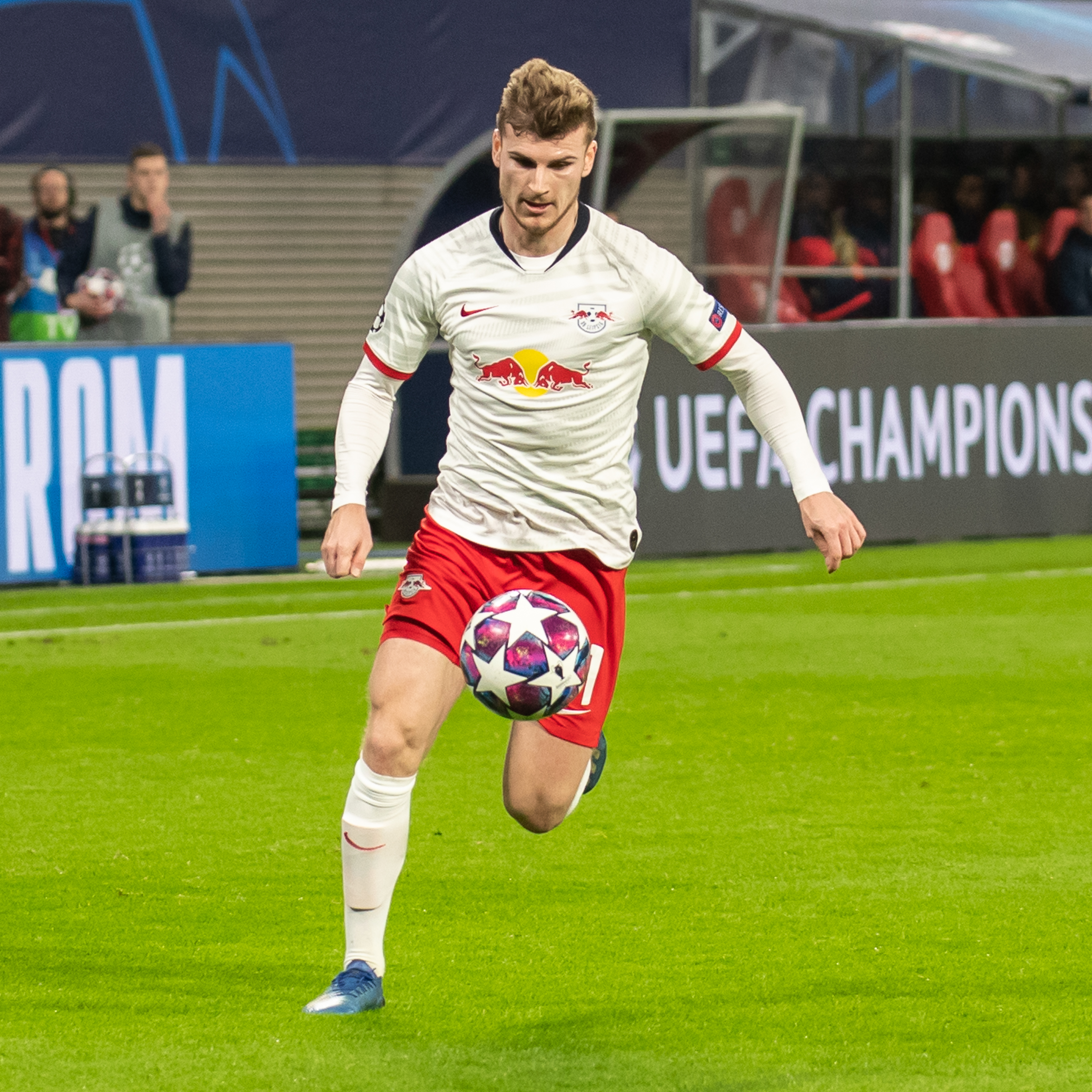
Timo em 2020, na Liga dos Campeões.

Werner pôde disputar a Liga dos Campeões da UEFA duas vezes em sua primeira passagem pelo Leipzig. O atacante estrou em 2017 contra o AS Monaco em um empate por 1 a 1. Ao longo da Fase de Grupos, o alemão viria a fazer três gols: um contra o Porto e um doblete contra o Monaco no returno da competição. Todavia, os sete pontos na época não renderam aos alemães a chance de garantirem-se nas oitavas de final.
O clube conseguiu disputar a competição novamente na temporada 2019–20. Werner novamente marcou três gols na fase de grupos, sendo um doblete contra o Benfica na estreia e o tento solitário contra o Lyon na partida final da Fase. No primeiro jogo das oitavas, o alemão novamente balançou as redes em partida diante o Tottenham Hotspur. Os ingleses perderam ambos os jogos e foram eliminados, mas Timo não pôde disputar o restante da competição por já ter ingressado no Chelsea no dia 1 de julho.
A Europa estava sendo assolada pela Pandemia de COVID-19, e a Uefa decidiu que as partidas das quartas de final seriam adiadas. Desse modo, assim que a janela foi aberta, o atacante assinou com a equipe inglesa e não entrou mais em campo pelo seu antigo clube. Apesar da ausência do seu principal nome, Marcel Sabitzer liderou a equipe até a inédita semifinal. Na ocasião, eles foram eliminados pelo PSG e não conseguiram estar na decisão.

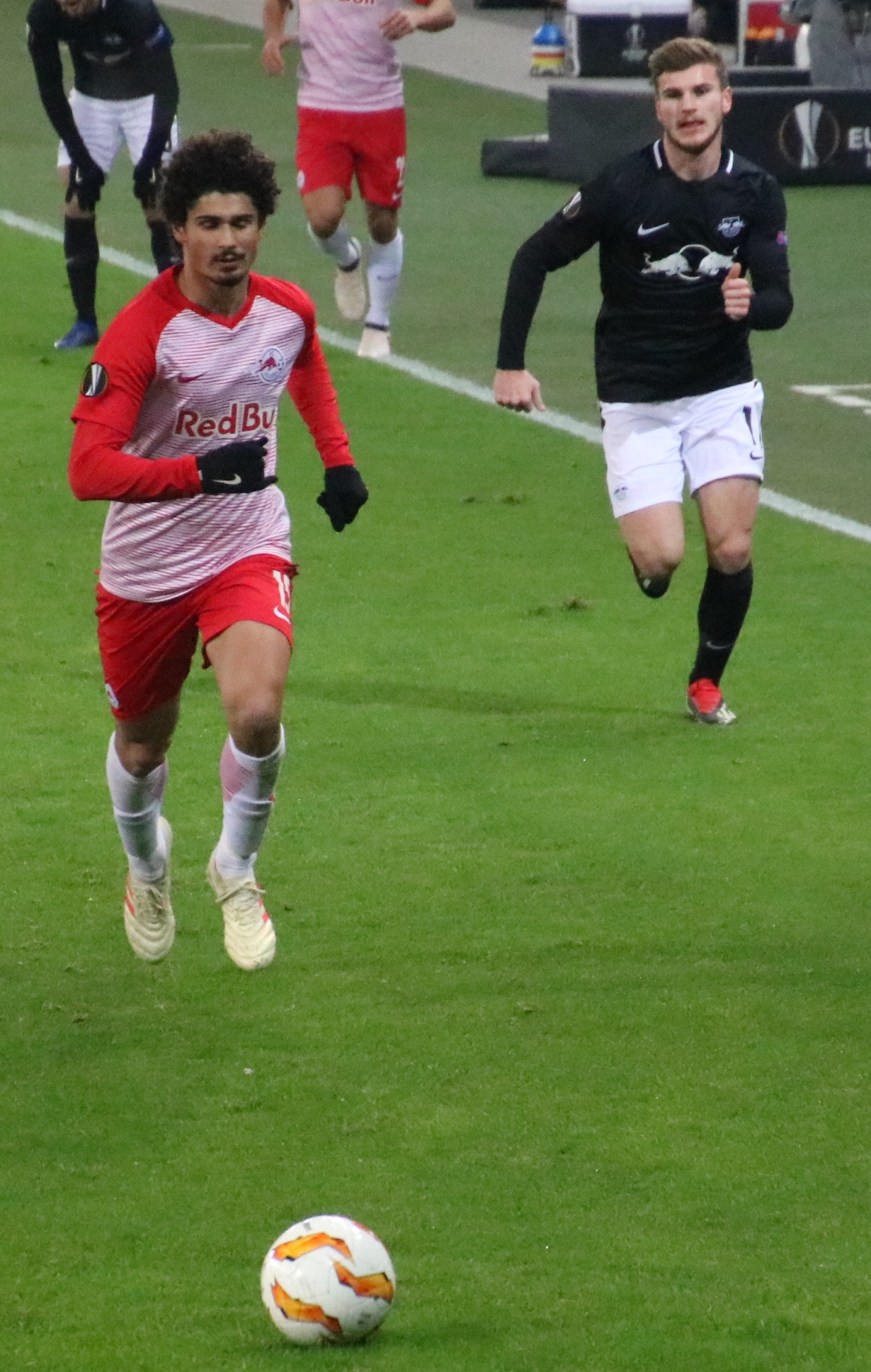
André Ramalho e Timo Werner pela Liga Europa.

Por conta do baixo desempenho na Liga dos Campeões, Timo tivera de disputar a Liga Europa da UEFA de 2017–18. Os sete pontos fizeram o clube rumar aos 16 avos da Liga Europa, onde o alemão estrou fazendo mais um doblete, agora contra a Napoli. Nas oitavas, novamente acertou o gol, dessa vez diante o Zenit São Petersburgo; tendo como seu último gol o tento solitário contra o Olympique de Marseille nas quartas.
Na partida de volta contra os franceses, a equipe de Dimitri Payet conseguiu um placar de 5 a 2, superando os alemães que sequer colocaram Timo em campo. Dessa forma, o clube de Marselha eliminou os germânicos no placar agregado de 5 a 3.
Werner, no ano de 2018, teve de disputar as Qualificações para Liga Europa de 2018–19. Em dois jogos, ele não marcou gols, mas os alemães venceram o adversário e conseguiram estar na Fase de Grupos. Lá, porém, o jogador fizera apenas um jogo e os alemães não conseguiram pontos o suficiente para avançarem aos 16 avos. Enquanto estava ausente, Matheus Cunha foi o responsável por substituí-lo.
Consolidado como uma das maiores figuras do futebol alemão, Werner era cobiçado por diversas equipes europeias ao fim da sua última época com o Leipzig (2019–20). Com 45 partidas e 34 gols marcados, Werner era um dos nomes em maior evidência no futebol mundial e o próprio tinha desejo de sair, pela primeira vez na carreira, do seu país natal para novos desafios. Após sondagens e negociações, Timo aceitou trocar a Alemanha pela Inglaterra após diálogo com seu antigo parceiro de equipe: Antonio Rüdiger.
Werner deixou o Leipzig com 95 gols em 195 partidas. Assim, concluiu sua passagem como o artilheiro histórico da equipe alemã.

### Chelsea

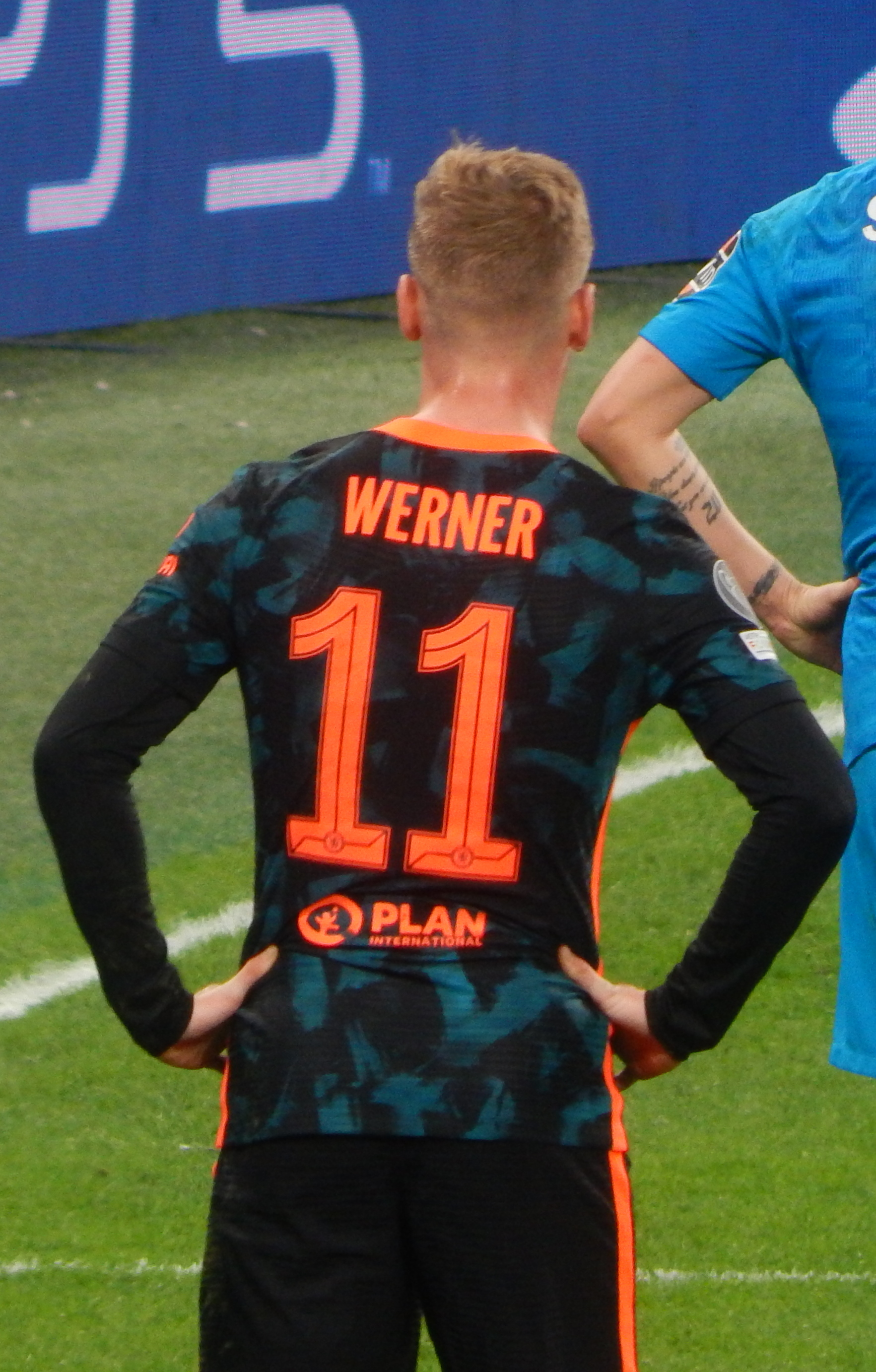
Werner continuou com a camisa 11 que ele já tinha usado no Leipzig.

Em 18 de junho de 2020, Werner assinou com o Chelsea por  € 54 milhões, onde jogará por cinco temporadas. O jogador ingressou na equipe no dia 1 de julho. A chegada do jogador foi um desejo pessoal do atleta, que gostaria de estar na Premier League, mas também houve um apoio de seu antigo companheiro de vestiário Antonio Rüdiger.
| “                                          | Como todos, estou muito animado que ele escolheu o Chelsea e estou ansioso para trabalhar com ele. Eu o conheço desde que ele tinha 17 anos e ele foi muito bem nos últimos anos. Ele pode ser muito importante para nós. Ele é uma ameaça muito grande para os defensores. O RB Leipzig é um time mais contra-atacante, mas em termos de ataque à linha defensiva, ele é parecido com Vardy. Ele tem muito ritmo e se o defensor comete um erro e perde a bola, então ele vai embora! Eu falei com ele antes porque nos conhecemos há muito tempo. Nós conversamos muito durante o lockdown e ele me disse que estava interessado em vir para a Inglaterra. Claro que então eu fiz a minha parte, o que eu tinha que fazer. | ” |
| — Antonio sobre seu novo colega de equipe. | |   |

A expectativa do jogador era demasiadamente alta. O atacante principal da equipe era Olivier Giroud, que tinha chegado para superar os baixos números de Álvaro Morata; este que também tinha assinado contrato após baixo rendimento de Diego Costa. Os Blues não conseguiam possuir um centroavante de grande nível e uma "maldição" dos atacantes da equipe londrina já havia sido destaque em jornais de outros países fora da Inglaterra.
Sua primeira época na Premier League apenas confirmou o que vinha ocorrendo nos últimos anos com os centroavantes do Chelsea. O alemão demorou cinco partidas na Liga para marcar pela primeira vez, e ao fazer isso conseguiu participar diretamente dos três gols diante o empate por 3 a 3 contra o Southampton. Após marcar dois gols na mesma partida, o atacante ainda deu uma assistência para Kai Havertz, seu compatriota, para ampliar o placar para 3 a 2. Jannik Vestergaard, contudo, empatou o jogo no Stamford Bridge nos acréscimos do segundo tempo.

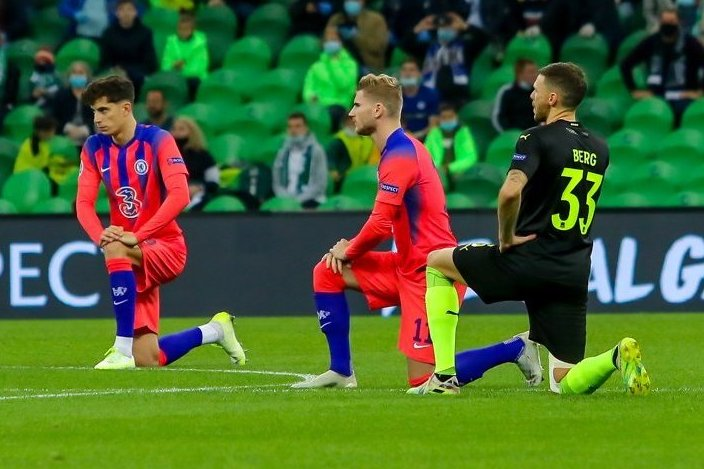
Kai Havertz e Timo Werner ajoelhados antes do início de uma partida em protesto anti-racista.

Nas rodadas sete e oito, o atacante marcou gols diante o Burnley e o Sheffield United. Mas só viria a comemorar outro gol na 24ª jornada contra o Newcastle. Por fim, fizera seu último tento na 33ª rodada contra o West Ham United. Mesmo sendo regularmente utilizado, Timo não conseguiu superar a marca de seis gols em 35 partidas.
Quando voltou para disputar a Premier League de 2021–22, Werner tivera Romelu Lukaku para disputar a posição com ele. O belga passou a ter mais oportunidades por conta das frequentes lesões que tiraram o alemão de diversas partidas ao longo da época. Desse modo, Timo terminou sua última Liga Inglesa com quatro gols em 27 partidas.
Werner também pôde disputar a Copa da Liga Inglesa nas duas épocas com o clube. Na primeira, fizera um gol no empate em 1 a 1 diante o Tottenham Hotspur na segunda partida do clube na competição. Os Spurs empataram com Erik Lamela e eliminaram os Blues nas penalidades, onde o alemão não chegou a ter uma oportunidade de cobrar.
Na edição de 2021–22, ele novamente estreou fazendo um gol em uma partida que terminou empatada. O alemão novamente não teve a oportunidade de realizar sua cobrança, mas os seus companheiros de time conseguiram a classificação diante o Aston Villa. Após ficar de fora dos próximos dois jogos, Werner retorna para ver o clube derrotar o time de Harry Kane nas semifinais. Contra o Liverpool na final, o atacante entrou na reta final do segundo tempo e contemplou a sua equipe novamente perder um jogo nas penalidades. Pela primeira vez na competição, ele chegou a fazer uma cobrança e balançou as redes dos Reds.

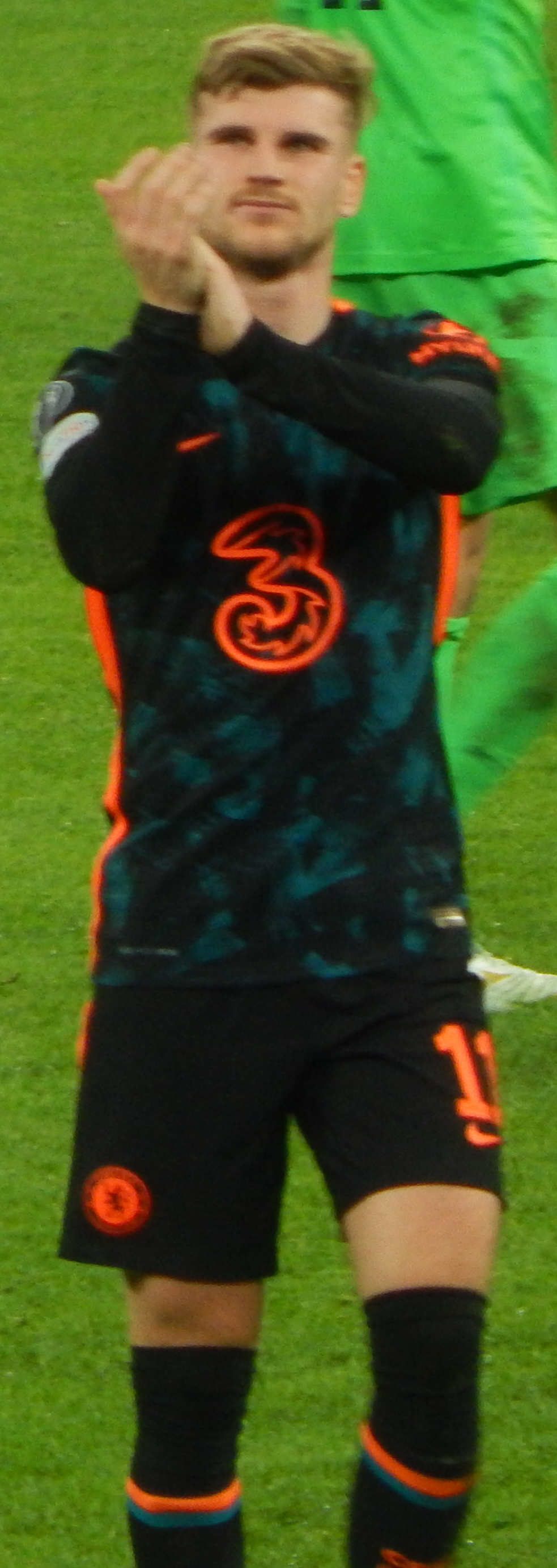
Werner agradecendo o apoio da torcida do Chelsea.

Em contrapartida, o atacante chegou a duas finais consecutivas na Copa da Inglaterra. Na primeira oportunidade, marcou somente um gol na estreia diante o Morecambe Football Club, e viu o Leicester City levantar o troféu na decisão. Na edição seguinte, fizera mais um gol em seu debut na Copa diante o Chesterfield, repetindo o feito na 5ª Eliminatória contra o Luton Town – onde também deu duas assistência na vitória por 3 a 2.
Mesmo tendo dado uma assistência para Mason Mount ampliar o placar para 2 a 0 na semifinal diante o Crystal Palace, o treinador Thomas Tuchel optou por não utilizar o atacante na decisão diante o Liverpool. Nesse jogo, a equipe de Jürgen Klopp novamente segurou o empate no tempo normal e garantiu o mais tradicional troféu inglês nas penalidades.
Seu melhor momento na curta passagem pelo Chelsea ocorreu durante a Liga dos Campeões da UEFA de 2020–21. Na Fase de Grupos, marcou um gol diante o Futbolniy Klub Krasnodar e um doblete diante o Stade Rennais. O atacante ficou os próximos jogos em branco, mas fizera seu último gol na semifinal contra o Real Madrid. Após o tento, viu a equipe derrotar o Manchester City na final e comemorou o tradicional troféu continental.
O jogador voltou a disputar Liga dos Campeões na próxima edição e praticamente repetiu o seu desempenho. Na Fase de Grupos, marcou um gol diante a Juventus e outro doblete no jogo seguinte contra o FC Zenit São Petersburgo. Nas quartas de final, o alemão novamente marcou um gol diante o Real Madrid, mas os ingleses foram eliminados.
Por conta do bom desempenho em sua primeira época na Champions, Werner conseguiu disputar a Supercopa da UEFA de 2021 diante o Villarreal. Na ocasião, foi titular no jogo que terminou empatado em 1 a 1. O jogador foi substituído no decorrer do segundo tempo e os ingleses conseguiram vencer o troféu após disputa por pênaltis.

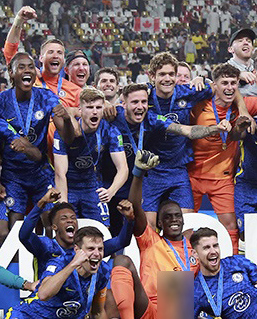
Werner e seus companheiros comemorando a conquista do Mundial.

A conquista da Europa também levou Werner a disputar o Mundial de Clubes de 2021. Após ser suplente não utilizado na semifinal, o atacante entrou em campo no decorrer do segundo tempo após Raphael Veiga empatar o jogo em 1 a 1 para o Palmeiras. Na prorrogação, Kai Havertz cobrou uma penalidade que garantiu o título dos Blues diante o clube brasileiro.
Após duas épocas em Londres, o atacante deixou o país para retornar ao seu segundo clube da carreira. Explicando o motivo de ter abdicado de continuar com o elenco dos Blues, o jogador afirmou sobre não estar contente com o estilo de jogo do treinador:
| “                                            | Para mim, a diversão de jogar futebol vem em primeiro lugar. Claro, eu tive um grande sucesso no Chelsea, mas a diversão foi perdida no final porque eu não estava mais jogando regularmente. O sistema de jogo do treinador (Thomas Tuchel) não me agradou perfeitamente. Por isso, deixei claro que queria dar um novo passo. Estou em uma idade em que quero jogar o máximo que puder. | ” |
| — Werner sobre deixar o Chelsea aos 26 anos. | |   |

Contratado por mais de 50 milhões de euros, Werner acabou passando apenas duas temporadas no Chelsea e assim encerrando sua passagem, disputando 89 partidas, marcando 23 gols e distribuindo 17 assistências e conquistando a Champions League de 2020–21, o Mundial de Clubes e a Supercopa da UEFA.

### RB Leipzig (segunda passagem)

#### 2022–23
Em 9 de agosto de 2022, Timo Werner regressa ao clube alemão com contrato até 2026 e recebendo a camisa 11, para contar com o atacante, o RB Leipzig desembolsou 20 milhões de euros (aproximadamente R$ 104,7 milhões) mais um pequeno valor adicional.
Em seu retorno, o atacante começou a Bundesliga de 2022–23 marcando seu primeiro gol diante o 1. FC Köln. No restante da época, viria a fazer mais gols e terminou seu primeiro momento desde o retorno com nove gols em 27 partidas da Liga Alemã.
Werner terminou a primeira temporada de maneira positiva, sendo titular, marcando 16 gols em 40 jogos e faturando o título Copa da Alemanha. Na campanha do título, fizera um hat-trick na estreia e mais outros dois gols ao decorrer da Copa. Na final, não participou dos tentos, mas contemplou o título diante o Eintracht Frankfurt.
Ele também retornou aos gramados da Liga dos Campeões da UEFA. Na campanha, marcou diante o Celtic e o Real Madrid, mas viu os alemães serem eliminados pelo Manchester City em uma goleada por 7 a 0.

#### 2023–24
Sua última temporada desde o retorno foi muito reduzida. Ele começou vencendo a Supercopa da Alemanha de 2023 dando uma assistência em um dos três gols de Dani Olmo na vitória por 3 a 0 diante o FC Bayern München. Contudo, tivera uma passagem em branco na Copa da Alemanha e da Fase de grupos da Liga dos Campeões da época.
Werner chegou a balançar as redes duas vezes na Bundesliga de 2023–24, mas uma lesão em novembro o acometeu e impediu que ele performance mais jogos no clube. Desse modo, novamente buscando o futebol inglês, o atacante aceitou outra proposta para retornar à Londres em um novo desafio profissional.

### Tottenham
Em 9 de janeiro de 2024, Timo Werner se transferiu para o Tottenham por empréstimo, até ao final da temporada, com opção de compra por um valor estimado em cerca de 17 milhões de euros (cerca de R$ 91,1 milhões). Werner estreou-se no empate por 2 a 2 com o Manchester United, em 14 de janeiro. Conquistou a Liga Europa da UEFA em 2025 pelo clube.

## Seleção Alemã
Em 17 de março de 2017, pela primeira vez, foi convocado por Joachim Löw para a Seleção Alemã. Posteriormente, em 17 de maio de 2017, foi convocado para a Copa das Confederações FIFA de 2017. Além do título, com 3 gols 2 assistências, Werner foi eleito o Bola de Ouro da Copa das Confederações FIFA de 2017.
Em 4 de junho de 2018, foi incluído entre os 23 jogadores alemães para a Copa do Mundo FIFA de 2018, fazendo sua primeira aparição em 17 de junho, na derrota por 1-0 contra o México.

## Títulos
Chelsea
- Liga dos Campeões da UEFA: 2020–21
- Supercopa da UEFA: 2021
- Copa do Mundo de Clubes da FIFA: 2021

RB Leipzig
- Copa da Alemanha: 2022–23
- Supercopa da Alemanha: 2023

Tottenham Hotspur
- Liga Europa da UEFA: 2024–25

Alemanha
- Copa das Confederações FIFA: 2017

### Prêmios individuais
- 17º melhor jogador sub-21 de 2016 (FourFourTwo)[125]
- Medalha Fritz Walter Sub-19: 2013
- Medalha Fritz Walter Sub-19: 2015
- Equipe do torneio do Campeonato Europeu Sub-19 de 2015[126]
- Chuteira de ouro Copa das Confederações de 2017: (3 gols)

### Artilharias
- Bundesliga Sub-17: 2011–12 (24 gols)
- Bundesliga Sub-19: 2012–13 (24 gols)
- Copa das Confederações: 2017 (3 gols)